# Aleucanitis sequax
Aleucanitis sequax là một loài bướm đêm trong họ Noctuidae.